# 다키스트 아워 (밴드)
다키스트 아워(Darkest Hour)는 미국의 멜로딕 데스 메탈 밴드이다.